# Rebelde (telenovela brasileña)
Rebelde es una telenovela brasileña transmitida por RecordTV de 21 de marzo de 2011 a 12 de octubre de 2012. Producida por RecordTV, fue escrita por Margareth Boury y dirigida por Ivan Zettel. Está inspirada en la novela argentina Rebelde Way, creada por la actriz-productora Cris Morena y la productora israelí Yair Dori Media Group.
Protagonizada por Sophia Abrahão, Arthur Aguiar, Lua Blanco, Micael Borges, Melanie Fronckowiak y Chay Suede.

## Sinopsis
Rebelde cuenta la historia de seis jóvenes que estudian en el Colegio Elite Way. Alice (Sophia Abrahão), Pedro (Micael Borges), Roberta (Lua Blanco), Diego (Arthur Aguiar), Carla (Mel Fronckowiak) y Tomás (Chay Suede) son muy diferentes, pero superarán todas las barreras para perseguir su sueño, que es tener una banda. Además de ellos, la serie tiene varias historias paralelas, como la de otros estudiantes del Elite Way y habitantes de la Vila Lene.
La serie relata la vida cotidiana de los seis adolescentes y se enfrentan a los problemas propios de su edad, como el descubrimiento del primer amor, los conflictos de la auto-imagen, el desarrollo de trastornos de la alimentación, la relación conflictiva con los padres y el alcoholismo.

## Elenco
| Actor / Actriz      | Personaje                     |
| ------------------- | ----------------------------- |
| Sophia Abrahão      | Alice Albuquerque             |
| Lua Blanco          | Roberta Messi                 |
| Micael Borges       | Pedro Costa                   |
| Arthur Aguiar       | Diego Maldonado               |
| Melanie Fronckowiak | Carla Ferrer                  |
| Chay Suede          | Tomás Penedo                  |
| Bernardo Falcone    | Téo Marques                   |
| Lisandra Parede     | Débora Torres                 |
| Augusto Garcia      | Marcelo Macedo                |
| Pérola Faria        | Victoria Paz (Vicky)          |
| Michel Gomes        | João Alves                    |
| Ully Lages          | Lucy Zimmer                   |
| Thiago Amaral       | Miguel Zimmer                 |
| Rayana Carvalho     | Pilar Araripe                 |
| Pedro Cassiano      | Binho                         |
| Carla Diaz          | Márcia Luz Maldonado          |
| Juliana Xavier      | Beatriz 'Bia' Alves           |
| Lucas Cotrim        | Raul Costa                    |
| Floriano Peixoto    | Jonas Araripe                 |
| Jhulie Campello     | Maria Gomes                   |
| Eduardo Pires       | Vicente Campos                |
| Diego Montez        | Murilo                        |
| Daniel Erthal       | Artur Paz                     |
| Edwin Luisi         | Genaro Zanetti                |
| Juan Alba           | Leonardo Maldonado            |
| Adriana Garambone   | Eva Messi                     |
| Luciano Szafir      | Franco Albuquerque            |
| Eliana Guttman      | Ofélia Penedo                 |
| Zezé Motta          | Dalva 'Dadá' Alves            |
| Rocco Pitanga       | Lupicínio 'Lúpi' Alves        |
| Cássia Linhares     | Sílvia Torres Carvalho        |
| Cláudia Lira        | Elizabeth 'Beth' Costa        |
| Lana Rodes          | Bernarda 'Becky' Ferrer Pires |
| Cristina Mullins    | Tereza Silva                  |
| Antônio Pompêo      | Alceu Alves                   |
| Andréa Avancini     | Luciana 'Luli' Pontes         |
| Nanda Ziegler       | Helena Ambrust                |
| Sylvio Meanda       | Pingo                         |
| Karen Marinho       | Cilene Zanetti                |

## Exhibición
El estreno de la producción en Brasil fue objeto de considerable incertidumbre. Inicialmente, solo se anunció el mes de marzo, pero sin fecha específica. Más tarde, cuando finalmente se confirmó que el estreno sería el 21 de marzo, la misma fecha y hora en que se emitiría el primer capítulo de Morde & Assopra, la próxima telenovela de las 19:00 que se emitiría en TV Globo, la estrategia de Record comenzó a ser cuestionada. El periodista Flávio Ricco incluso calificó de ilógica la decisión de establecer el nuevo horario de la telenovela para competir con el ya establecido horario de las 19:00 de TV Globo. La telenovela se estrenó a las 19:00.
El 11 de julio de 2011, la cadena anunció que comenzaría a emitir Rebelde a las 20:30. Un cambio que el equipo involucrado en la producción de la telenovela vio con preocupación, pero que resultó ser cierto: el primer día de la nueva franja horaria, la producción mostró un aumento en la audiencia promedio: 11 puntos en lugar de los 10 obtenidos anteriormente. Tras los rumores de que la telenovela tendría una nueva temporada, Record confirmó que extendería la telenovela. La telenovela experimentó 57 cambios de horario desde el inicio hasta el final de su emisión.
En agosto de 2018, la segunda temporada de Rebelde se incorporó al catálogo de PlayPlus, la plataforma de streaming de Record.

### Transmisión internacional
Como parte de la alianza entre Record y Televisa, se consideró la transmisión de Rebelde en México, bajo el título ¡Rebelde Río!, lo cual finalmente no se realizó. En Angola y Mozambique, la telenovela se transmitió por el canal Zap Novelas entre el 7 de noviembre de 2012 y el 30 de octubre de 2013.
La primera temporada se transmitió por el canal de pago TLN Network en Mozambique entre el 18 de enero de 2016 y el 9 de enero de 2017, reemplazando a Mar de amor y siendo reemplazada por la versión mexicana de Rebelde.

## Audiencia
| Horario               | # Eps. | Estreno             | Estreno         | Final                 | Final           | Posición | Temporada | Medio Bajo |
| Horario               | # Eps. | Data                | Primer capítulo | Data                  | Último capítulo | Posición | Temporada | Medio Bajo |
| --------------------- | ------ | ------------------- | --------------- | --------------------- | --------------- | -------- | --------- | ---------- |
| Lunes - Viernes 19:00 | 410    | 21 de marzo de 2011 | 9               | 12 de octubre de 2012 | 3               | -        | 2011-2012 | 7,81       |

## Música
Inicialmente, las catorce canciones que componen la banda sonora de la telenovela fueron grabadas y/o elegidas específicamente para la telenovela, sin que estuviera prevista la regrabación de ninguna de las composiciones utilizadas originalmente por la telenovela mexicana o por el grupo compatriota RBD.
La banda NX Zero tuvo una participación significativa en la producción de la banda sonora: la canción de apertura, grabada por los seis protagonistas el 14 de marzo de 2011, fue compuesta por Di Ferrero, vocalista de la banda,  y el guitarrista Gee Rocha compuso algunas de las canciones que se incluyeron en el primer álbum del grupo Rebeldes, compuesto por los seis protagonistas de la trama. El grupo, originado en la telenovela, titulado Rebeldes, lanzó su álbum debut homónimo el 30 de septiembre de 2011, dando origen al sencillo «Do Jeito que Eu Sou», lanzado en una versión original y otra acústica, además de haber obtenido la certificación de disco de oro por el álbum, certificado por Pro-Música Brasil (PMB), que el grupo recibió en el escenario del Programa do Gugu, presentado por Gugu Liberato. En febrero de 2012, en el escenario de Legendários, presentado por Marcos Mion, el grupo recibió el disco de platino por las 80 000 copias vendidas del álbum. En junio de 2012, los miembros del grupo recibieron el disco de oro, equivalente a la venta de 40 000 copias, y el disco de platino, equivalente a la venta de 50 000 copias, por el CD y el DVD Rebeldes: Ao Vivo, respectivamente.

### Álbumes de estudio
| Año  | Álbum                                                                                          | Máxima posición |
| Año  | Álbum                                                                                          | Brasil          |
| ---- | ---------------------------------------------------------------------------------------------- | --------------- |
| 2011 | Rebeldes - Lanzamiento: 30 de septiembre de 2011 - Sello: EMI, Record Entretenimento           | 3               |
| 2012 | Meu Jeito, Seu Jeito - Lanzamiento: 9 de diciembre de 2012 - Sello: EMI, Record Entretenimento | 17              |

### Álbumes en vivo
| Año  | Álbum                                                                                   | Máxima posición |
| Año  | Álbum                                                                                   | Brasil          |
| ---- | --------------------------------------------------------------------------------------- | --------------- |
| 2012 | Rebeldes Ao Vivo - Lanzamiento: 11 de abril de 2012 - Sello: EMI, Record Entretenimento | 4               |

### Sencillos
| Año                     | Canción                    | Máxima posición     | Álbum                |
| Año                     | Canción                    | Brasil              | Álbum                |
| Sencillos oficiales     | Sencillos oficiales        | Sencillos oficiales | Sencillos oficiales  |
| ----------------------- | -------------------------- | ------------------- | -------------------- |
| 2011                    | "Do Jeito Que Eu Sou"      | 13                  | Rebeldes             |
| 2011                    | "Quando Estou do Seu Lado" | 32                  | Rebeldes             |
| 2012                    | "Depois da Chuva"          | 10                  | Rebeldes             |
| 2012                    | "Liberdade Consciente"     | 50                  | Meu Jeito, Seu Jeito |
| Sencillos promocionales |                            |                     |                      |
| 2011                    | "Como um Rockstar"         | 12                  | Rebeldes             |
| 2011                    | "O Amor Está em Jogo"      | 7                   | Rebeldes             |
| 2012                    | "Nada Pode Nos Parar"      | 16                  | Rebeldes Ao Vivo     |
| 2012                    | "Meu Jeito, Seu Jeito"     | —                   | Meu Jeito, Seu Jeito |

## Premios
| Año  | Premio                       | Categoría                     | Nominaciones        | Resultado |
| ---- | ---------------------------- | ----------------------------- | ------------------- | --------- |
| 2011 | Prêmio Jovem Brasileiro      | Mejor serie juvenil           | Margareth Boury     | Ganó      |
| 2011 | Meus Prêmios Nick            | Programa de TV Favorito       | Margareth Boury     | Ganó      |
| 2011 | Meus Prêmios Nick            | Actriz Favorita               | Sophia Abrahão      | Ganó      |
| 2011 | Meus Prêmios Nick            | Chica del año                 | Mel Fronckowiak     | Ganó      |
| 2011 | Troféu Raça Negra            | Mejor actor                   | Micael Borges       | Ganó      |
| 2011 | Troféu Raça Negra            | Mejor actor                   | Antônio Pompêo      | Nominado  |
| 2011 | Troféu Raça Negra            | Mejor actor                   | Rocco Pitanga       | Nominado  |
| 2011 | Troféu Raça Negra            | Mejor actor                   | Michel Gomes        | Nominado  |
| 2011 | Troféu Raça Negra            | Melhor Atriz                  | Juliana Xavier      | Nominado  |
| 2011 | Troféu Raça Negra            | Melhor Atriz                  | Zezé Motta          | Nominado  |
| 2011 | Capricho Awards              | Mejor Beso                    | Diego & Roberta     | Ganó      |
| 2011 | Capricho Awards              | Mejor Actor Nacional          | Arthur Aguiar       | Ganó      |
| 2011 | Capricho Awards              | Mejor Actor Nacional          | Chay Suede          | Nominado  |
| 2011 | Capricho Awards              | Mejor Actriz Nacional         | Sophia Abrahão      | Nominado  |
| 2011 | Capricho Awards              | Mejor Actriz Nacional         | Lua Blanco          | Ganó      |
| 2011 | Capricho Awards              | Mejor Programa de TV          | Margareth Boury     | Ganó      |
| 2011 | Capricho Awards              | Banda Nacional                | Rebeldes            | Ganó      |
| 2011 | Prêmio Extra de Televisão    | Actor Revelación              | Chay Suede          | Ganó      |
| 2011 | Prêmio Extra de Televisão    | Actriz Revelación             | Lua Blanco          | Nominado  |
| 2011 | Prêmio Extra de Televisão    | Mejor Novela                  | Margareth Boury     | Nominado  |
| 2011 | Prêmio Extra de Televisão    | Mejor Tema Musical            | Rebelde Para Sempre | Nominado  |
| 2011 | Prêmio Extra de Televisão    | Mejor vestuario               | Margareth Boury     | Nominado  |
| 2011 | UOL PopTevê                  | Mejor Telenovela              | Margareth Boury     | Ganó      |
| 2011 | UOL PopTevê                  | Actor Revelación              | Arthur Aguiar       | Ganó      |
| 2011 | UOL PopTevê                  | Actor Revelación              | Chay Suede          | Nominado  |
| 2011 | UOL PopTevê                  | Actriz Revelación             | Lua Blanco          | Ganó      |
| 2011 | UOL PopTevê                  | Actriz Revelación             | Mel Fronckowiak     | Nominado  |
| 2012 | Prêmio Arte Qualidade Brasil | Mejor Telenovela              | Margareth Boury     | Nominado  |
| 2012 | Prêmio Arte Qualidade Brasil | Mejor Actor Revelación        | Chay Suede          | Ganó      |
| 2012 | Prêmio Arte Qualidade Brasil | Mejor Actriz Revelación       | Lua Blanco          | Nominado  |
| 2012 | Prêmio Arte Qualidade Brasil | Mejor Dirección               | Ivan Zettel         | Nominado  |
| 2012 | Troféu Imprensa              | Mejor Novela                  | Margareth Boury     | Nominado  |
| 2012 | Troféu Imprensa              | Mejor Actor                   | Chay Suede          | Nominado  |
| 2012 | Troféu Imprensa              | Revelación del Año            | Mel Fronckowiak     | Nominado  |
| 2012 | Troféu Imprensa              | Mejor Conjunto Musical        | Rebeldes            | Nominado  |
| 2012 | Troféu Internet              | Mejor Novela                  | Margareth Boury     | Ganó      |
| 2012 | Troféu Internet              | Revelación del Año            | Mel Fronckowiak     | Ganó      |
| 2012 | Troféu Internet              | Mejor Atriz                   | Mel Fronckowiak     | Ganó      |
| 2012 | Troféu Internet              | Mejor Actor                   | Chay Suede          | Ganó      |
| 2012 | Troféu Internet              | Mejor conjunto musical        | Rebeldes            | Ganó      |
| 2012 | Prêmio Contigo               | Mejor Novela                  | Margareth Boury     | Nominado  |
| 2012 | Prêmio Contigo               | Mejor Actriz de Novela        | Sophia Abrahão      | Nominado  |
| 2012 | Prêmio Contigo               | Mejor Actor de Novela         | Micael Borges       | Nominado  |
| 2012 | Prêmio Contigo               | Actor coprotagonista          | Floriano Peixoto    | Nominado  |
| 2012 | Prêmio Contigo               | Actriz coprotagonista         | Adriana Garambone   | Nominado  |
| 2012 | Prêmio Contigo               | Revelación de TV              | Chay Suede          | Nominado  |
| 2012 | Prêmio Contigo               | Revelación de TV              | Lua Blanco          | Nominado  |
| 2012 | Prêmio Contigo               | Mejor Actor de Novela         | Margareth Boury     | Nominado  |
| 2012 | Prêmio Contigo               | Mejor Director de Novela      | Ivan Zettel         | Nominado  |
| 2012 | Prêmio Jovem Brasileiro      | Mejor Serie de TV             | Margareth Boury     | Ganó      |
| 2012 | Prêmio Jovem Brasileiro      | Mejor Banda                   | Rebeldes            | Ganó      |
| 2012 | Prêmio Jovem Brasileiro      | Mejor Cantante Joven          | Chay Suede          | Ganó      |
| 2012 | Prêmio Jovem Brasileiro      | Mejor Cantante femenina Joven | Mel Fronckowiak     | Ganó      |
| 2012 | Meus Prêmios Nick            | Programa de TV Favorito       | Margareth Boury     | Ganó      |
| 2012 | Meus Prêmios Nick            | Atriz Favorita                | Lua Blanco          | Nominado  |
| 2012 | Meus Prêmios Nick            | Personaje de TV Favorito      | Alice Albuquerque   | Nominado  |
| 2012 | Meus Prêmios Nick            | Revelación Musical            | Rebeldes            | Nominado  |
| 2012 | Meus Prêmios Nick            | Chica del año                 | Chay Suede          | Nominado  |
| 2012 | Meus Prêmios Nick            | Chica del año                 | Micael Borges       | Nominado  |
| 2012 | Meus Prêmios Nick            | Chica del Año                 | Mel Fronckowiak     | Nominado  |
| 2012 | Prêmio Extra de Televisão    | Idolo Adolescente             | Lua Blanco          | Nominado  |
| 2012 | Prêmio Extra de Televisão    | Idolo Adolescente             | Arthur Aguiar       | Nominado  |
| 2012 | Capricho Awards              | Banda Nacional                | Rebeldes            | Ganó      |
| 2012 | Capricho Awards              | Cantante Nacional             | Chay Suede          | Ganó      |
| 2012 | Capricho Awards              | Cantante Femenina Nacional    | Lua Blanco          | Ganó      |
| 2012 | Capricho Awards              | Mejor Actor Nacional          | Micael Borges       | Ganó      |
| 2012 | Capricho Awards              | Mejor Beso de Ficción         | Diego & Roberta     | Ganó      |
| 2012 | Capricho Awards              | Mejor Actriz Nacional         | Sophia Abrahão      | Ganó      |
| 2012 | Capricho Awards              | Más elegante                  | Sophia Abrahão      | Ganó      |
| 2012 | Capricho Awards              | Chica Nacional                | Arthur Aguiar       | Ganó      |
| 2012 | Capricho Awards              | Mejor Instagram               | Sophia Abrahão      | Ganó      |